# Едзін
41°57′30″ пн. ш. 101°03′56″ сх. д. / 41.95828° пн. ш. 101.06569° сх. д.
Едзін (кит. 额济纳旗, пін. Éjìnà Qí, трансліт. Ejin) — один із повітів КНР у складі префектури Алашань, Внутрішня Монголія. Адміністративний центр — містечко Далай-Хоб.

## Географія
Річка Едзін-Гол ділить повіт на дві частини: менша східна лежить у пустелі Алашань, а більша західна — у Заалтайській Гобі — на крайньому заході переходить у гори Бейшань.

### Клімат
Хошун знаходиться у зоні, котра характеризується кліматом пустель помірного поясу. Найтепліший місяць — липень із середньою температурою 28 °C. Найхолодніший місяць — січень, із середньою температурою -10,4 °С.
| Клімат хошуну Едзін                                | Клімат хошуну Едзін | Клімат хошуну Едзін | Клімат хошуну Едзін | Клімат хошуну Едзін | Клімат хошуну Едзін | Клімат хошуну Едзін | Клімат хошуну Едзін | Клімат хошуну Едзін | Клімат хошуну Едзін | Клімат хошуну Едзін | Клімат хошуну Едзін | Клімат хошуну Едзін | Клімат хошуну Едзін |
| Показник                                           | Січ.                | Лют.                | Бер.                | Квіт.               | Трав.               | Черв.               | Лип.                | Серп.               | Вер.                | Жовт.               | Лист.               | Груд.               | Рік                 |
| Середній максимум, °C                              | −3,2                | 3,2                 | 11,5                | 20,6                | 27,2                | 32,8                | 35,1                | 32,8                | 26,5                | 17,4                | 6,8                 | −2                  | 17,4                |
| Середня температура, °C                            | −10,4               | −4,5                | 3,7                 | 12,8                | 19,7                | 25,6                | 28                  | 25,5                | 18,6                | 9,2                 | −0,5                | −8,7                | 9,9                 |
| Середній мінімум, °C                               | −16,3               | −11,2               | −3,1                | 5,3                 | 11,7                | 17,8                | 20,7                | 18,4                | 11,6                | 2,7                 | −6,2                | −14,2               | 3,1                 |
| Норма опадів, мм                                   | 0.4                 | 0.2                 | 1.8                 | 2.2                 | 2.1                 | 4.9                 | 9.1                 | 9.6                 | 5.3                 | 3.3                 | 0.3                 | 0.4                 | 39.6                |
| Вологість повітря, %                               | 48                  | 34                  | 26                  | 21                  | 20                  | 25                  | 31                  | 32                  | 31                  | 33                  | 40                  | 48                  | 32                  |
| -------------------------------------------------- | ------------------- | ------------------- | ------------------- | ------------------- | ------------------- | ------------------- | ------------------- | ------------------- | ------------------- | ------------------- | ------------------- | ------------------- | ------------------- |
| Джерело: Дані метеостанції №52267 (КНР, 1991-2020) |                     |                     |                     |                     |                     |                     |                     |                     |                     |                     |                     |                     |                     |